# Vaikaradhoo
Vaikaradhoo är en ö i Maldiverna.  Den ligger i den norra delen av landet, 270 km norr om huvudstaden Malé. Geografiskt är den en del av Thiladhunmathi atoll och tillhör administrativt Haa Dhaalu. 